# National Geographic (Latinoamérica)
National Geographic (anteriormente conocido como National Geographic Channel y abreviado como NatGeo) es un canal de televisión por suscripción latinoamericano de origen estadounidense, el cual está enfocado en la emisión de documentales sobre la exploración científica, historia, naturaleza, cultura, investigación, tecnología, entre otros, con contenidos doblados al español.

## Programación
La programación incluye especiales y semanas temáticas como la "Semana del Tiburón". Los programas que se emiten giran en torno a los siguientes temas: vida silvestre, historia, ciencia y tecnología, gente y cultura, viajes y aventura.

## Historia
El canal se lanzó el 1 de noviembre de 2000 bajo la propiedad del National Geographic Channel, con sede en Estados Unidos.
El 2 de diciembre de 2024, The Walt Disney Company anunció que National Geographic finalizaría su canal lineal en Brasil junto con sus canales hermanos (a excepción de sus canales ESPN) el 28 de febrero de 2025. En Hispanoamérica, el canal seguirá operando.

## Logotipos

2004-2016
Desde 2016
Desde 2018 (Logo alterno en pantalla)